# Hjálmar Árnason
Hjálmar Árnason (né le 15 novembre 1950 à Reykjavik) est député islandais et président du groupe parlementaire du Parti du Congrès. Il est également professeur à l'institut des sciences de l'université de Reykjavik.

## Formation
Hjálmar Árnason est devenu étudiant à MH en 1970 et est titulaire d'un diplôme d'enseignant de KHÍ (1979), d'un baccalauréat en islandais de HÍ (1982) et d'un diplôme en administration scolaire du Canada (1990). 

## Carrière
Hjálmar Árnason a travaillé comme enseignant dans des écoles primaires et secondaires et a été directeur de Fjölbrautskóli Suðurnesja de 1985 à 1995. Outre son travail scolaire et politique, Árnason a été impliqué dans le travail de matelotage, dans les médias et dans le maintien de l'ordre.
Après avoir terminé troisième aux élections primaires du Parti progressiste pour Suðurkjördæmi après Guðna Ágústsson et Bjarna Harðarson, Árnason a annoncé le 21 janvier 2007 qu'il se retirerait de la politique à la fin de son mandat. Depuis lors, Árnason est le gérant du Keilir à Ásbrú.